# Taiwanomyia sicula
Taiwanomyia sicula är en tvåvingeart som beskrevs av Alexander 1967. Taiwanomyia sicula ingår i släktet Taiwanomyia och familjen småharkrankar. Inga underarter finns listade i Catalogue of Life.